# NGC 4252
NGC 4252是一个位于室女座的螺旋星系，距离地球5600万光年，属于室女座星系團，1864年5月26日由阿爾伯特·馬爾夫发现。